# Hesperothamnus
Hesperothamnus es un género de plantas con flores con seis especies perteneciente a la familia Fabaceae. Comprende 11 especies descritas y de estas, solo 5 aceptadas.

## Taxonomía
El género fue descrito por Townshend Stith Brandegee y publicado en University of California Publications in Botany 6(13): 499. 1919. La especie tipo es: Hesperothamnus littoralis (Brandegee) Brandegee
Etimología
Hesperothamnus: nombre genérico que deriva de las palabras griegas: Hespero = "oeste" y  "Thamnus" un género de plantas.

## Especies aceptadas
A continuación se brinda un listado de las especies del género Hesperothamnus aceptadas hasta mayo de 2015, ordenadas alfabéticamente. Para cada una se indica el nombre binomial seguido del autor, abreviado según las convenciones y usos.	
- Hesperothamnus brachycalyx Rydb.
- Hesperothamnus ehrenbergii (Harms) Harms
- Hesperothamnus littoralis (Brandegee) Brandegee
- Hesperothamnus pentaphyllus (Harms) Harms
- Hesperothamnus purpusii (Harms) Harms